# Franck Solforosi
Franck Solforosi est un rameur français, né le 10 septembre 1984 à Lyon.

## Palmarès

### Jeux olympiques
- 4e en quatre sans barreur poids léger en 2008, à Pékin  Chine
- 7e en quatre sans barreur poids léger en 2012, à Londres  Royaume-Uni
- en quatre sans barreur poids léger en 2016, à Rio de Janeiro  Brésil

### Championnats du monde
- 2004 à Banyoles,  Espagne
  -  Médaille d'or en huit poids léger
- 2005 à Gifu,  Japon
  -  Médaille d'or en quatre sans barreur poids léger
- 2006 à Eton,  Royaume-Uni
  -  Médaille d'argent en quatre sans barreur poids léger
- 2007 à Munich,  Allemagne
  -  Médaille d'argent en quatre sans barreur poids léger
- 2009 à Poznań,  Pologne
  - 4eme place en quatre sans barreur poids léger
- 2010 à Karapiro,  Nouvelle-Zélande
  - 7eme place en quatre sans barreur poids léger
- 2011 à Bled,  Slovénie
  - 10eme place en quatre sans barreur poids léger
- 2013 à Chungju,  Corée du Sud
  - 4eme place en 4 sans barreur poids léger
- 2014 à Amsterdam,  Pays-Bas
  - 4eme place en quatre sans barreur poids léger
- 2015 à Aiguebelette,  France
  -  Médaille de bronze en quatre sans barreur poids léger

### Championnats d'Europe
- 2009 à Brest,  Biélorussie
  -  médaille d'or en quatre sans barreur poids léger
- 2013 à Séville,  Espagne
  -  médaille de bronze en quatre sans barreur poids léger
- 2014 à Belgrade,  Serbie
  -  médaille de bronze en quatre sans barreur poids léger
- 2015 à Poznań,  Pologne
  -  médaille d'argent en quatre sans barreur poids léger

### Jeux méditerranéens
- 2005 à Almería,  Espagne
  -  Médaille d'or en deux sans barreur

## Distinctions
- Chevalier de l'ordre national du Mérite le 1er décembre 2016[1]